# Zyklon Nancy
Der Zyklon Nancy, kurz Nancy, war der zweite in einer Serie von vier schweren tropischen Zyklonen im Februar 2005 auf den Cookinseln. Nancy entwickelte sich am 10. Februar aus einem Tiefdruckgebiet und organisierte sich rasch zu einem kleinen, doch intensiven tropischen Wirbelsturm. Nach einer explosiven Intensivierung erreichte der Zyklon die Kategorie 4 nach der australischen Skala, mit andauernden, zehnminütigen Windgeschwindigkeiten von 175 km/h und einem minimalen Luftdruck von 935 hPa. Im Laufe des darauffolgenden Tages schwächte aufkommende Windscherung den Sturm schnell ab. Er transistierte am 17. Februar in eine außertropische Zyklone, die kurz darauf von Zyklon Olaf absorbiert wurde.
Auf den Cookinseln, die bereits durch Zyklon Meena Anfang Februar getroffen wurden, richtete Zyklon Nancy wesentliche Schäden an. Mehrere Häuser wurden auf den Inseln beschädigt und zerstört, heruntergerissene Stromleitungen und umgestürzte Bäume unterbrachen die Stromversorgung und blockierten Straßen. Aus den Küstenbereichen wurden Überflutungen gemeldet. Als Ergebnis der Auswirkungen des Sturmes hat die World Meteorological Organization den Namen Nancy von der Liste der Namen tropischer Wirbelstürme gestrichen und durch Nat ersetzt.

## Sturmverlauf

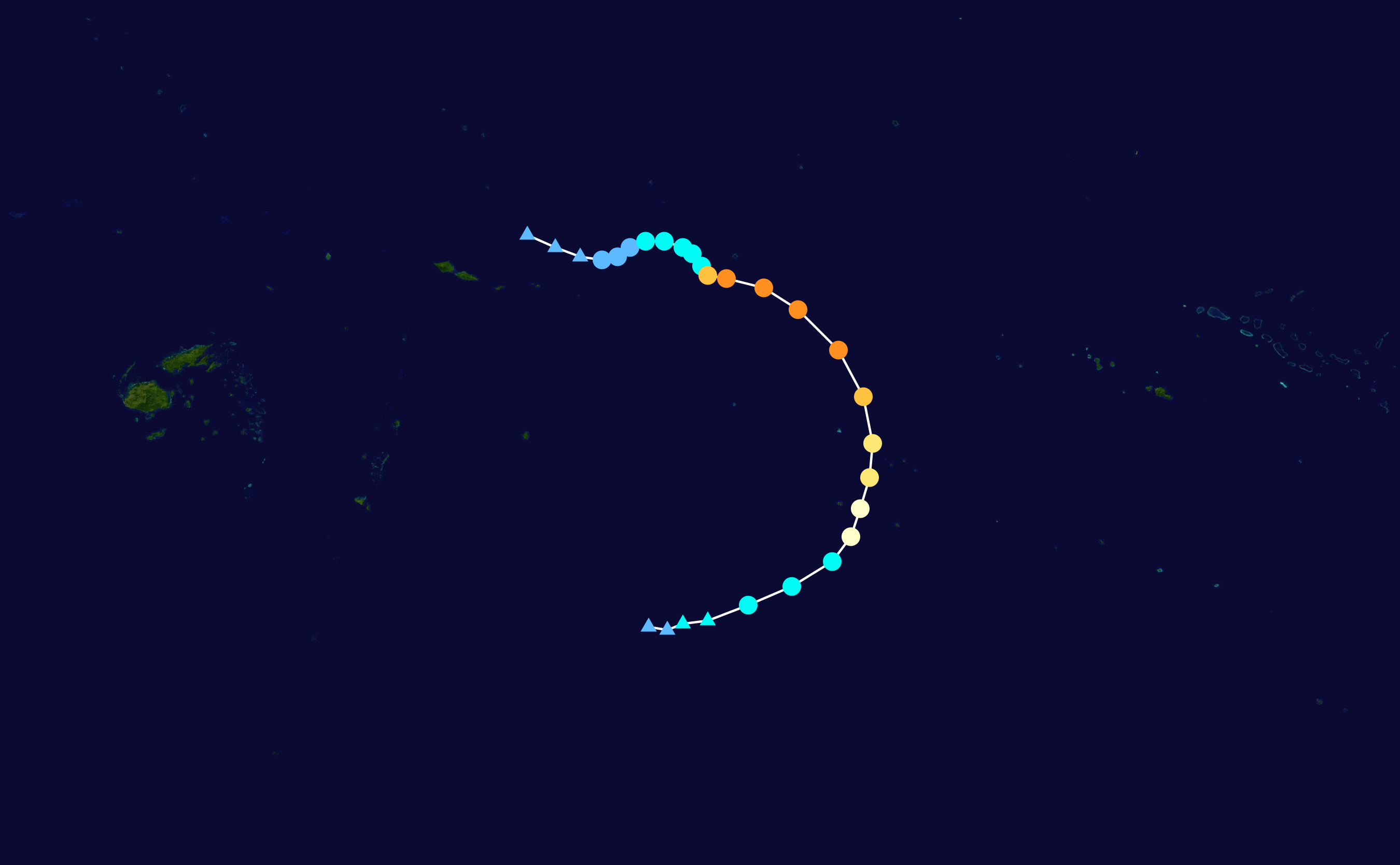
Zugbahn von Nancy

Zyklon Nancy entstand am 10. Februar aus einem ausgedehnten Tiefdruckgebiet innerhalb der Monsunrinne nordöstlich von Samoa. Zunächst verharrte das System nahezu stationär in einer Zone mit schwachen Steuerungsströmungen, geringer Windscherung und hohen Wassertemperaturen von über 30 °C. Am 11. Februar verstärkte ein Trog kurzzeitig die Windscherung im Bereich des Systems und seinem Zwilling, dem sich in der Nähe befindlichen Vorläufersystem zu Zyklon Olaf. Am 12. Februar um 6:00 Uhr UTC hatte sich die Ausströmung des Systems verbessert und ein kleines Gebiet tiefer atmosphärischer Konvektion entwickelte sich über dem Zirkulationszentrum. Im Tagesverlauf stufte das Regional Specialized Meteorological Centre (RSMC) in Nadi, Fidschi das System zu einem Kategorie-1-Zyklon nach der australischen Skala hoch und gab ihm den Namen Nancy, als es sich rund 485 km öst-nordöstlich von Pago Pago auf Amerikanisch-Samoa befand. Zu dieser Zeit hatte das Joint Typhoon Warning Center (JTWC) ebenfalls mit der Ausgabe von Sturmwarnungen begonnen und führte das System unter der Bezeichnung 18P.
Der Sturm wanderte in der Frühe des 13. Februar zunächst langsam nach Nordosten, bevor er ¨wegen eines subtropischen Rückens nordöstlich des Systems nach Südosten abdrehte. Regenbänder entwickelten sich in der Nähe des Zirkulationszentrums, als der Sturm einer explosiven Intensivierung unterlief. Gegen 12:00 Uhr UTC erreichte der Sturm den Status eines schweren tropischen Zyklons, als die andauernden zehnminütigen Windgeschwindigkeiten rund 120 km/h erreichten und sich ein kleines, unregelmäßig geformtes Auge ausbildete. Das JTWC beurteilte die Intensität des Zyklons allerdings bis um 0:00 Uhr UTC am 14. Februar wesentlich schwächer. Zu diesem Zeitpunkt meldete Pearl Harbor einminütige Windgeschwindigkeiten von 95 km/h, was einem schwachen Wirbelsturm der Kategorie 3 der Saffir-Simpson-Hurrikan-Windskala entspricht.
Am 14. Februar um 12:00 Uhr UTC erreichte Nancy mit zehnminütigen Windgeschwindigkeiten von 175 km/h und einem zentralen Luftdruck von 935 hPa ihre größte Intensität. (Das JTWC nahm die Spitzenintensität mit andauernden einminütigen Windgeschwindigkeiten von 230 km/h an.) Vorwärtsgeschwindigkeit nach Südosten und Windscherung nahmen zu, was Nancy abschwächte. In der Frühe des 15. Februars zog der Zyklon direkt über Manuae hinweg. Die Abschwächung setzte sich weiter fort, als sich aus Südwesten ein Trog annäherte. Am 16. Februar erreichten die Winde nur noch Sturmstärke. Nancy drehte sich infolge des Fujiwhara-Effekts in Wechselwirkung mit dem weiter nördlich liegenden Zyklon Olaf nach Südwesten.
Starke Windscherung, die im Zusammenhang mit der Ausströmung von Zyklon Olaf stand, führte dazu, dass die vollständige mit Nancy verbundene Konvektion am 16. Februar nach Südwesten verlagert wurde. In der frühe des 17. Februars transistierte Nancy in eine außertropische Zyklone. Zu diesem Zeitpunkt gelangte das System in den Verantwortungsbereich des Tropical Cyclone Warning Centre (TCWC) in Wellington. Kurz darauf wurde Nancy durch die größere Zirkulation von Zyklon Olaf absorbiert. Das TCWC in Wellington beobachtete Nancy jedoch noch bis 12:00 Uhr UTC am 18. Februar noch als eigenständiges System.

### Unterschiede zwischen den Warnzentren
Das RSMC in Nadi verwendet zehnminütige andauernde Windgeschwindigkeiten, während das Joint Typhoon Warning Center für seine sich primär an Einrichtungen der Vereinigten Staaten richtende Warnungen die auf einminütigen Windgeschwindigkeiten basierenden Kriterien des National Hurricane Centers verwendet. Der Konvertierungsfaktor zwischen beiden Methoden wurde mit 1,14 festgelegt. Die größte Intensität wurde vom RSMC Nadi für Zyklon Nancy mit 175 km/h bei zehnminütigen Windgeschwindigkeiten festgelegt, was 205 km/h bei einminütigen Windgeschwindigkeiten entspricht. Die Spitzenintensität, die das JTWC mit 230 km/h ermittelte, entspräche 205 km/h bei einer zehnminütigen Beobachtung.

## Vorbereitungen

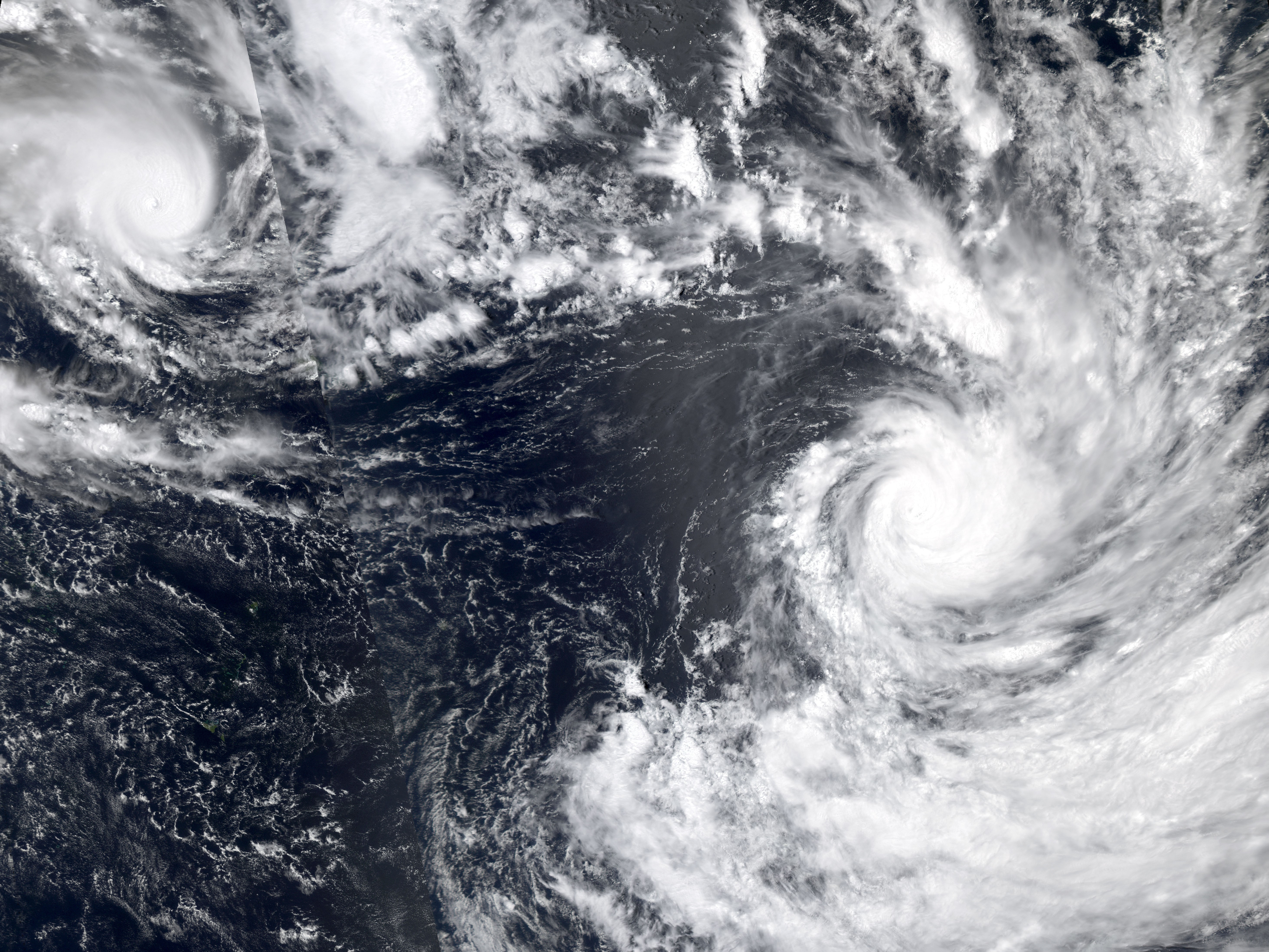
Die Zyklone Nancy (rechts) und Olaf (links) am 14. Februar

Nach der Namensvergabe am 13. Februar wurde eine Sturmwarnung für Amerikanisch-Samoa ausgelöst. Im Tagesverlauf wurden die Sturmwarnungen und Starkwindwarnungen auf vier Staaten in der Region erweitert, Samoa, Tuvalu, Tokelau und die Cookinseln. Am 14. Februar wurden Zyklonwarnungen für die südlichen Cookinseln gegeben. Außerdem wurde für Niue eine Starkwindwarnung erteilt, Im Tagesverlauf wurde diese auf Wallis und Futuna ausgedehnt. Am 15. Februar wurden Orkanwarnungen für die südlichen Cookinseln ausgerufen, als Zyklon Nancy über den Archipel zog.
Bereits durch die Auswirkungen des Zyklons Meena nur eine Woche vorher aufgeschreckt, befolgten die Bewohner der Cookinseln die Warnungen und brachten sich in Notunterkünfte. Küstenbereiche, in denen der Küstenschutz durch Meena beschädigt oder zerstört wurde, galt die besondere Aufmerksamkeit der Warnzentren, die die in der Nähe lebenden Bewohner ermahnte, Notunterkünfte aufzusuchen. Auch Touristen wurden aus Hotels in eine der sechs Notunterkünfte auf den Inseln gebracht. Im Rundfunk wurde die Bevölkerung den ganzen Tag aufgefordert, sich in Sicherheit zu bringen, und die Behörden hatten ihr Personal in Bereitschaft versetzt. Auf Rarotonga wurden acht Notunterkünfte bereitgestellt. Aus besonders niedrig gelegenen Gebieten wurden die Bewohner evakuiert, da angenommen wurde, das der Seegang diese Gebiete überflutet. Die Schulen auf den Inseln wurden vor der Ankunft des Zyklons geschlossen, bis der Sturm vorübergezogen war. Viele der Inseln im südlichen Pazifik waren durch die schnelle Abfolge von vier Zyklonen in einer kritischen Situation.

## Auswirkungen und Folgen

Zyklone Nancy (unten) und Olaf (oben) 14 16. Februar

Der Zyklon Nancy verursachte auf den Cookinseln wesentliche Schäden. Auf Atiu wurden die Kommunikationsverbindungen völlig unterbrochen, da die Versorgungsleitungen auf der Insel niedergerissen wurden. Auf der Insel wurden Spitzenböen von 241 km/h gemessen. Vier Häuser wurden zerstört und mindestens 80 Bäume entwurzelt, sodass die Straßen allesamt unpassierbar waren. An mehreren Häusern wurden die Dächer abgedeckt und die Straßen waren von Trümmern und heruntergerissenen Kokosnüssen bedeckt. Auf den Inseln gingen schwere Regenfälle nieder. Zahlreiche Bäume wurden durch den Sturm auch auf Manuae und Mauke entwurzelt. Dort wurden vier Häuser zerstört, auf Mitiaro hielten drei Häuser dem Sturm nicht stand. Auch auf dieser Insel waren alle Straßen durch umgestürzte Bäume versperrt.
Auf Rarotonga beschädigten hohe Wellen infolge des Zyklons mehrere Brücken. Auch Schulen, Kirchen und Restaurants wurden durch Windböen von bis zu 150 km/h in Mitleidenschaft gezogen. Fünfzehn temporäre Unterkünfte, die nach dem Durchzug von Zyklon Meena errichtet wurden, zerstörte Zyklon Nancy. Die stärksten Winde wurden in den südlichen Teilen der Inselkette gemessen, eine Windböe auf Mangaia erreichte 259 km/h. Mancherorts wurde die saisonale Ernte durch den Zyklon vollständig vernichtet.
Infolge der Auswirkungen durch vier durchgezogene Zyklone baten die Cookinseln um internationale Hilfe. Insgesamt wurden 7,87 Millionen US-Dollar (2005; inflationsbereinigt 12.641.205 US-Dollar) an Hilfeleistungen zur Verfügung gestellt. Das Rote Kreuz stellte Hilfsgüter wie Decken, Zelte und Laternen zur Verfügung, das Pacific Forum leistete Hilfe in Form von Lebensmitteln, Treibstoff und logistischer Unterstützung im Wert von 32.000 US-Dollar, die Regierung der Volksrepublik China gab 19.200 US-Dollar und das United Nations Development Programme 32.000 US-Dollar. Durch die Australian Agency for International Development und New Zealand Aid wurden insgesamt 862.570 US-Dollar aufgebracht, unter anderem in Form von Treibstoff, Zelten und Finanzmitteln. Die Regierung Australiens stellte Ausrüstung im Wert von 128.000 US-Dollar zur Verfügung und die Regierung Frankreichs entsandte Militärpersonal mit Versorgungsgütern und Zelten. Die Europäische Union stellte €200.000 zur Verfügung.
Da Nancy auf den Cookinseln wesentliche Schäden verursachte, wurde der Name von der Namensliste A für den Südpazifik gestrichen und durch Nat ersetzt. (Auch  Meena, Olaf und Percy.) Die drei anderen Zyklone mit Auswirkungen in der Region, wurden gestrichen und durch Mal, Olof und Pita ersetzt.